# Piz Fliana
Piz Fliana to szczyt w paśmie Silvretta, w Alpach Retyckich. Leży w Szwajcarii, w kantonie Gryzonia. Znajduje się pomiędzy najwyższym szczytem Silvretty - Piz Linard, a trzecim co do wysokości Piz Buin.
Pierwsze odnotowane wejście miało miejsce w 1869 r.